# 伍爾科特 (肯塔基州布拉肯縣)
伍爾科特（英語：Wolcott）是位於美國肯塔基州布拉肯縣的一個非建制地區。

## 地理
伍爾科特所處的海拔為高於海平面171米（即561英呎），而該地所採用的時區為UTC-5，即北美東部時區（EST）。同時該地設有夏令時間，為UTC-5調快一小時，即UTC-4（EDT）。